# Bach-Denkmal (Mühlhausen)

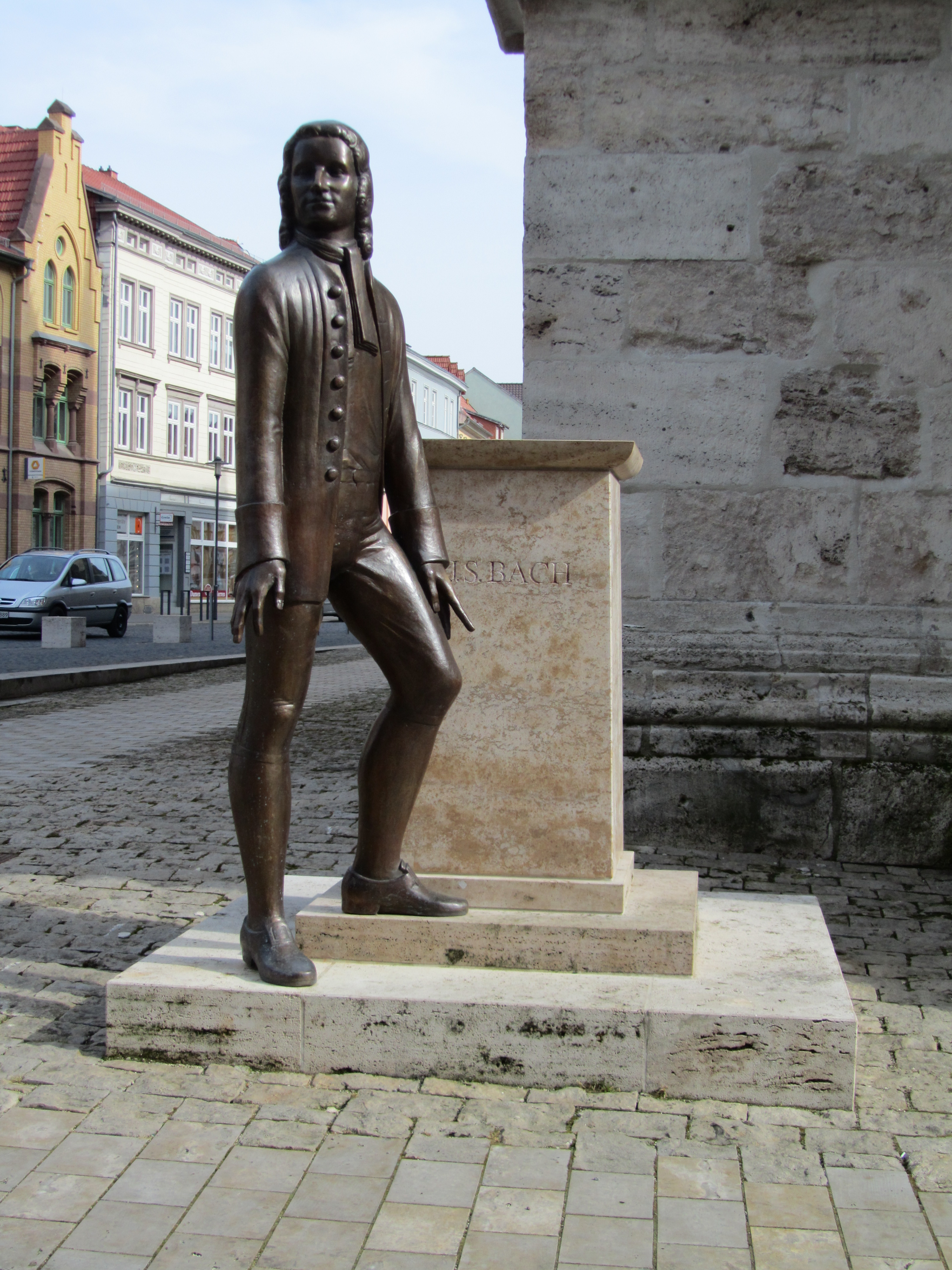
Bachdenkmal Mühlhausen

Das Bach-Denkmal in Mühlhausen/Thüringen ist ein Werk des Bildhauers Klaus Friedrich Messerschmidt aus dem Jahr 2009. Das Denkmal befindet sich neben der Divi-Blasii-Kirche auf dem Johann-Sebastian-Bach-Platz.
Eine Travertinsäule trägt die Inschrift J. S. BACH. Der junge Mann, also Bach, mit Perücke steht mit einem Bein auf der oberen Platte und mit einem auf der unteren der Basis. Die Figur in Bronze ist lebensgroß. 1707–1708 war Bach Organist in Mühlhausen.
Das vom Bildhauer Klaus Friedrich Messerschmidt geschaffene Denkmal neben der Divi-Blasii-Kirche zeigt den jungen Johann Sebastian Bach stehend neben seinem Denkmalsockel.